# Pseuderanthemum longifolium
Pseuderanthemum longifolium es una especie de planta floral del género Pseuderanthemum, familia Acanthaceae.
Especie nativa de Vanuatu.